# 平野啓一郎
平野 啓一郎（ひらの けいいちろう、1975年〈昭和50年〉6月22日 - ）は、日本の小説家。
京都大学在学中に『日蝕』（1998年）で芥川賞を受賞し、壮麗な文体の同作と『一月物語』（1999年）、『葬送』（2002年）をロマンティック3部作と称する。その他の作品に『決壊』（2008年）、『ある男』（2018年）などがある。

## 経歴
1975年6月22日に愛知県蒲郡市で生まれ、1歳で父親（享年36）を亡くし、2歳から18歳まで母親の実家があった福岡県北九州市八幡西区で育つ。私立明治学園中学校を経て、福岡県立東筑高等学校、京都大学法学部を卒業する。高校時代に80枚の処女作を綴る。大学で政治思想史の小野紀明ゼミナールに所属し、バーのアルバイトや軽音サークルで活動しながら小説を執筆した。
大学の軽音楽サークルでギターを担当した。主にLOUDNESSをはじめとするヘヴィメタル系のコピーが中心で、LOUDNESSのドラマーである樋口宗孝の訃報を耳にした際、バンド時代の思い出と当時のヘヴィメタルシーンを社会的背景を含めて綴る。1997年、21歳の平野は資料収集と執筆にそれぞれ半年を費やして処女作の『日蝕』を書く。1998年に『日蝕』を『新潮』に投稿し、1999年に『日蝕』で第120回芥川賞を当時最年少の23歳で受賞した。月齡を考慮すると、平野は丸山健二より約6か月年長である。1999年に泉鏡花風の幻想譚『一月物語』（いちげつものがたり）を発表する。
2002年に、19世紀のパリを舞台にショパン、ドラクロワ、ジョルジュ・サンドらが織り成す人間模様を描いた『葬送』を刊行し、『日蝕』『一月物語』と合わせて「ロマンティック三部作」とした。
以降は一転して現代を舞台にした短編に取り組み、『高瀬川』（2003年）や『滴り落ちる時計たちの波紋』（2004年）、『あなたが、いなかった、あなた』（2007年）、中篇『顔のない裸体たち』（2006年）を刊行する。
2006年から『新潮』で連載した『決壊』以降は、『ドーン』（2009年）、『かたちだけの愛』（2010年）、『空白を満たしなさい』（2012年）などの長編を執筆している。2012年には、「分人主義」の考え方をまとめた新書『私とは何か――「個人」から「分人」へ』も刊行した。
2005年は、文化庁の文化大使に任命されてフランスに1年間滞在する。2008年にモデルの春香と2年間の交際を経て結婚し、明治神宮で挙式した。2009年に、三島由紀夫賞選考委員に最年少で選任される。2009年に、『決壊』が織田作之助賞候補となり芸術選奨文部科学大臣新人賞を受賞する。『ドーン』でBunkamuraドゥマゴ文学賞を受賞する（島田雅彦選考委員）。2020年3月に芥川賞選考委員に選任される。

## 受賞歴
- 1999年 - 第120回芥川龍之介賞（『日蝕』）
- 2009年 - 平成20年度芸術選奨文部科学大臣新人賞（『決壊』）
- 2009年 - 第19回Bunkamuraドゥマゴ文学賞（『ドーン』）
- 2014年 - フランス共和国芸術文化勲章シュヴァリエ[9]
- 2017年 - 第2回渡辺淳一文学賞（『マチネの終わりに』）
- 2018年 - 第70回読売文学賞（『ある男』）
- 2023年 - 第22回小林秀雄賞（『三島由紀夫論』）

## 著作一覧

### 初期3部作（ロマンティック3部作）
- 『日蝕』（新潮社 1998年 / 新潮文庫 2002年）
  - 初出：『新潮』1998年8月号
- 『一月物語』（新潮社 1999年 / 新潮文庫 2002年）
  - 初出：『新潮』1998年12月号
  - 『日蝕・一月物語』（新潮文庫 2010年）
- 『葬送 第一部』（新潮社 2002年 / 新潮文庫 2005年）
  - 初出：『新潮』2000年10月号・2001年4月号
- 『葬送 第二部』（新潮社 2002年 / 新潮文庫 2005年）
  - 書き下ろし

### 第2期（短篇・実験期）
- 『高瀬川』（講談社 2003年 / 講談社文庫 2006年）
  - 清水（『波』1999年5月号）
  - 高瀬川（『群像』2003年1月号）
  - 追憶（『21世紀 文学の創造9 ことばのたくらみ―実作集』）
  - 氷塊（『新潮』2003年2月号）
- 『滴り落ちる時計たちの波紋』（文藝春秋 2004年 / 文春文庫 2007年）
  - 白昼（『読売新聞大阪版』朝刊 2003年4月8日）
  - 初七日（『文學界』2003年6月号）
  - 珍事（『群像』2003年11月号）
  - 閉じ込められた少年（同上）
  - 瀕死の午後と波打つ磯の幼い兄弟（同上）
  - les pettites Passions（同上）
  - くしゃみ（同上）
  - 最後の変身（『新潮』2003年9月号）
  - バベルのコンピューター（『文學界』2004年1月号）
- 『顔のない裸体たち』（新潮社 2006年 / 新潮文庫 2008年）
  - 初出：『新潮』2005年12月号
  - 『あなたが、いなかった、あなた』に収録する予定だったが、長さとテーマから別にした
- 『あなたが、いなかった、あなた』（新潮社 2007年 / 新潮文庫 2009年）
  - やがて光源のない澄んだ乱反射の表で……/『TSUNAMI』のための32点の絵のない挿絵（『新潮』2005年7月号）
  - 鏡（書き下ろし）
  - 『フェカンにて』（『新潮』2004年12月号）
  - 女の部屋（『新潮』2004年1月号「女の部屋のコンポジション」改題）
  - 一枚上手（『週刊新潮』2005年7月21日号）
  - クロニクル（『新潮』2006年3月号）
  - 義足（『野性時代』2005年10月号）
  - 母と子（『新潮』2005年7月号）
  - 異邦人#7-9（『新潮』2005年7月号）
  - モノクロウムの街と四人の女（『群像』2006年2月号）
  - 慈善（『すばる』2006年1月号）

### 第3期（前期分人主義）
- 『決壊』（新潮社 2008年 / 新潮文庫 2011年）
  - 初出：『新潮』2006年11月号 - 2008年4月号
- 『ドーン』（講談社 2009年 / 講談社文庫 2012年）
  - 書き下ろし
  - 分人主義を最初に提示した作品と位置付けている[10]
- 『かたちだけの愛』（中央公論新社 2010年 / 中公文庫 2013年）
  - 初出：『読売新聞』夕刊 2009年7月22日 - 2010年7月9日
  - 電子書籍（ガラパゴス）版も同時発売
- 『空白を満たしなさい』（講談社 2012年 / 講談社文庫 2015年）
  - 初出：『モーニング』2011年40号 - 2012年39号

### 第4期（後期分人主義）
- 『透明な迷宮』（新潮社 2014年 / 新潮文庫 2016年）
  - 消えた蜜蜂（『早稲田文学』2014年秋号）
  - ハワイに捜しに来た男（2013年11月、伊勢丹新宿店でのイベントで配布）
  - 透明な迷宮（『新潮』2014年2月号）
  - family affair（『新潮』2013年10月号）
  - 火色の琥珀（『文學界』2014年3月号「火を恋う男」改題）
  - Re:依田氏からの依頼（『新潮』2013年7月号）
- 『マチネの終わりに』（毎日新聞出版 2016年 / 文春文庫 2019年）
  - 初出：『毎日新聞』朝刊 2015年3月1日 - 2016年1月10日
- 『ある男』（文藝春秋 2018年 / 文春文庫 2021年）
  - 初出：『文學界』2018年6月号
- 『本心』（文藝春秋 2021年）
  - 初出：『北海道新聞』・『東京新聞』・『中日新聞』・『西日本新聞』（2019年9月6日 - 2020年7月30日朝刊）[11]
  - 執筆にあたり、スマートフォン向けメタバース「REALITY」を運営するREALITY株式会社代表の荒木英士ことDJ RIOへの取材を行なっている[12]

### 第5期
- 『富士山』（新潮社 2024年）

### 随筆・評論・作品集・対談集など
- 『文明の憂鬱』（PHP研究所 2002年）（[増補新版] 新潮文庫 2006年）随筆集
- 『本の読み方 スロー・リーディングの実践』（PHP新書 2006年）
- 『ディアローグ』（講談社 2007年） 対談集
- 『モノローグ』（講談社 2007年） 随筆集
- 『小説の読み方　感想が語れる着眼点』（PHP新書 2009年）
- 『私とは何か 「個人」から「分人」へ』（講談社現代新書 2012年） 「分人主義」を平易にまとめた新書
- 『ショパンを嗜む』（音楽之友社 2013年）
- 『「生命力」の行方――変わりゆく世界と分人主義』（講談社 2014年） 対談集
- 『平野啓一郎 タイアップ小説集』（コルク 2017年、電子書籍のみ）
  - 2008年から2016年にかけて発表された掌編小説22編と随筆5編を収録
- 『考える葦』（キノブックス 2018年） 随筆集
- 『「カッコいい」とは何か』（講談社現代新書 2019年）
- 『死刑について』（岩波書店 2022年）
- 『三島由紀夫論』（新潮社 2023年）

### 翻訳
- オスカー・ワイルド『サロメ』（光文社古典新訳文庫 2012年）

### 共著編
- 『TALKIN' ジャズ×文学』（平凡社 2005年）小川隆夫との共著
- X-Knowledge HOME特別編集No.6 平野啓一郎責任編集 PUBLIC SPACE（エクスナレッジ 2005年）
- 『ウェブ人間論』（新潮新書 2006年）梅田望夫と対談
- 『マイルス・デイヴィスとは誰か 「ジャズの帝王」を巡る21人』（平凡社新書 2007年）小川隆夫との共著
- 『21世紀のための三島由紀夫入門』（新潮社、2025年2月） 井上隆史との共著

### 単行本未収録作品
- さぎとかもがわ（『週刊新潮』2008年3月27日号）
- 切符売り場（『GRACE』2008年11月号）
- 癒しの楽園〜GUCCI（『FRaU』2009年5月号）
- 超える（『すばる』2012年1月号）清川あさみとのコラボレーション掌篇
- フェニックスのリア王（『朝日新聞』2014年1月1日朝刊 広告特集「もう一人の嵐たち」）嵐の櫻井翔をモチーフとした掌篇小説
- 肉声（『新潮』2016年12月号）自身初の戯曲
- 未来で待っている香り（『Oggi』2017年7月号）
- オリジナルショートストーリー（無題）（トミーヒルフィガーブランドブック「2018 Tailored Collection」 / トミーヒルフィガー公式サイト）
- 竜の昇る日（恵比寿スカイウォーク デジタルサイネージ 2020年11月）

## 出演

### ラジオ
- 〜平野啓一郎の“そろそろいい時間”〜 （2014年10月11日 - 、JFN）
- スキマから聴こえてくるラジオ（毎月第2土曜日）→PEOPLE（毎月第2日曜日）
- トーキング ウィズ 松尾堂（2021年8月15日）[13]

### テレビ番組
- 没後50年 今夜はトコトン“三島由紀夫”（2021年1月10日、NHK-BS）[14]
- 高見沢俊彦の美味しい音楽 美しいメシ（2023年11月24日、BS朝日）

### ウェブ番組
- ポリタスTV（YouTube）
- エアレボリューション（ニコニコ生放送、2023年7月21日）